# Alicia Keys-diszkográfia
Alicia Keys amerikai R&B-énekesnő diszkográfiája.

## Stúdióaalbumok
- Songs in A Minor (2001)
- The Diary of Alicia Keys (2003)
- As I Am (2007)
- The Element of Freedom (2009)

## Egyéb albumok
- Remixed & Unplugged in A Minor (2002)
- Unplugged (2005)
- Remixed (2008)

## Kislemezek
| Év   | Cím                                        | Csúcshelyezések | Csúcshelyezések | Csúcshelyezések | Csúcshelyezések | Csúcshelyezések | Csúcshelyezések | Csúcshelyezések | Csúcshelyezések | Csúcshelyezések | Csúcshelyezések | Csúcshelyezések | Album                    |
| Év   | Cím                                        | U.S.            | U.S. R&B        | UK              | IRE             | CAN             | AUS             | NZ              | GER             | AU              | SWI             | NED             | Album                    |
| ---- | ------------------------------------------ | --------------- | --------------- | --------------- | --------------- | --------------- | --------------- | --------------- | --------------- | --------------- | --------------- | --------------- | ------------------------ |
| 2001 | Fallin’                                    | 1               | 1               | 3               | 3               | 24              | 7               | 1               | 2               | 3               | 2               | 1               | Songs in A Minor         |
| 2002 | A Woman’s Worth                            | 7               | 3               | 18              | 25              | –               | 16              | 5               | 45              | 71              | 32              | 11              | Songs in A Minor         |
| 2002 | How Come You Don’t Call Me                 | 59              | 30              | 26              | –               | –               | 29              | –               | 80              | –               | –               | 73              | Songs in A Minor         |
| 2002 | Girlfriend                                 | –               | 82              | 24              | –               | –               | –               | 13              | –               | –               | –               | 18              | Songs in A Minor         |
| 2003 | You Don’t Know My Name                     | 3               | 1               | 19              | 33              | 19              | –               | –               | 68              | 48              | 26              | 9               | The Diary of Alicia Keys |
| 2004 | If I Ain’t Got You                         | 4               | 1               | 18              | 44              | –               | –               | –               | 81              | –               | 35              | 12              | The Diary of Alicia Keys |
| 2004 | Diary (Featuring Tony!Toni!Toné!)          | 8               | 2               | –               | –               | –               | –               | –               | –               | –               | –               | 38              | The Diary of Alicia Keys |
| 2004 | Karma                                      | 20              | 17              | –               | –               | –               | –               | –               | 62              | –               | 71              | 27              | The Diary of Alicia Keys |
| 2005 | Unbreakable                                | 34              | 4               | –               | –               | –               | –               | –               | –               | –               | –               | 45              | Unplugged                |
| 2006 | Every Little Bit Hurts                     | –               | –               | –               | –               | –               | –               | –               | –               | –               | –               | –               | Unplugged                |
| 2007 | No One                                     | 1               | 1               | 6               | 8               | 2               | 3               | 2               | 3               | 3               | 1               | 3               | As I Am                  |
| 2007 | Like You’ll Never See Me Again             | 12              | 1               | 53              | 48              | –               | 77              | –               | 63              | –               | –               | 20              | As I Am                  |
| 2008 | Teenage Love Affair                        | 54              | 3               | 199             | –               | –               | –               | 21              | –               | –               | –               | 21              | As I Am                  |
| 2008 | Superwoman                                 | 82              | 12              | 128             | –               | –               | 57              | –               | 43              | 43              | 48              | 28              | As I Am                  |
| 2008 | Another Way to Die (Featuring Jack White)  | 81              | –               | 9               | 12              | 15              | 29              | –               | 8               | 2               | 4               | 29              | As I Am                  |
| 2009 | Doesn’t Mean Anything                      | 60              | 14              | 8               | 34              | 66              | 96              | 22              | 8               | 15              | 5               | 43              | The Element of Freedom   |
| 2009 | Try Sleeping with a Broken Heart           | 27              | 2               | 71              | –               | 37              | –               | 12              | –               | –               | –               | 21              | The Element of Freedom   |
| 2010 | Empire State of Mind (Part II) Broken Down | 55              | 76              | 4               | 8               | 40              | 75              | –               | –               | –               | –               | 20              | The Element of Freedom   |
| 2010 | Put It in a Love Song (Featuring Beyoncé)  | –               | 60              | –               | –               | 71              | 24              | –               | –               | –               | –               | –               | The Element of Freedom   |
| 2010 | Un-thinkable (I’m Ready)                   | –               | –               | –               | –               | –               | –               | –               | –               | –               | –               | –               | The Element of Freedom   |

## Vendégszereplések és más kislemezek
- Brotha Part II (Angie Stone feat. Alicia Keys and Eve; 2001)
- Gangsta Lovin’ (Eve feat. Alicia Keys; 2002)
- My Boo (duett Usherrel; 2004)
- Ghetto Story Chapter 2 (Cham feat. Alicia Keys; 2006)
- Another Way to Die (duett Jack White-tal; 2008)
- Empire State of Mind (Jay-Z feat. Alicia Keys; 2009)
- Looking for Paradise (Alejandro Sanz feat. Alicia Keys; 2009)

### Szereplései más albumokon
| Év   | Dal                                                                 | Album                                                              |
| ---- | ------------------------------------------------------------------- | ------------------------------------------------------------------ |
| 1998 | Little Drummer Girl                                                 | 12 Soulful Nights of Christmas                                     |
| 2001 | Mr. Man (duett Jimmy Cozierrel)                                     | Jimmy Cozier/ Songs in A Minor                                     |
| 2001 | Someday We’ll All Be Free                                           | America: A Tribute to Heroes                                       |
| 2002 | Boy Meets Girl (Truck Turner feat. Alicia Keys)                     | Look Both Ways Before You Cross Me                                 |
| 2002 | Warrior Song (Nas feat. Alicia Keys)                                | God’s Son                                                          |
| 2005 | America the Beautiful (Ray Charlesszal)                             | Genius & Friends                                                   |
| 2005 | If This World Were Mine (feat. Jermaine Paul)                       | So Amazing: An All-Star Tribute to Luther Vandross                 |
| 2006 | Don’t Give Up (Africa) (Bonóval)                                    | Digitális                                                          |
| 2007 | Djin Djin (Angélique Kidjo feat. Alicia Keys and Branford Marsalis) | Djin Djin                                                          |
| 2008 | Represent the Things You Do (a Swizz Beatzzel)                      |                                                                    |
| 2009 | Everybody Hurts (duett Annie Lennoxszal)                            | The Annie Lennox Collection (brit korlátozott példányszámú kiadás) |
| 2009 | Empire State of Mind (Jay-Z feat. Alicia Keys)                      | The Blueprint 3                                                    |
| 2009 | Looking for Paradise (Alejandro Sanz feat. Alicia Keys)             | Paraíso Express                                                    |

### Filmzenealbumok
| Év   | Dal                                        | Film               |
| ---- | ------------------------------------------ | ------------------ |
| 1997 | Dah Dee Dah (Sexy Thing)                   | Men in Black       |
| 2000 | Rock wit U                                 | Shaft              |
| 2001 | Rear View Mirror                           | Dr. Dolittle 2     |
| 2001 | Fight                                      | Ali                |
| 2002 | Butterflyz (KrucialKeys Remix)             | Drumline           |
| 2004 | Troubles                                   | Nigdy w Życiu!     |
| 2006 | People Get Ready (Lyfe Jenningsszel)       | Glory Road         |
| 2006 | I Will Make the Darkness Light             | Glory Road         |
| 2006 | Glory Road (Trevor Rabinnal)               | Glory Road         |
| 2008 | Another Way to Die (Jack White-tal)        | Quantum of Solace  |
| 2010 | Rapture                                    | Sex and the City 2 |
| 2010 | Empire State of Mind (Part II) Broken Down | Sex and the City 2 |

## DVD-k
- The Diary of Alicia Keys (az album egyes kiadásaihoz járó bónusz-DVD; 2004. november 16.)
- Unplugged (2005. október 11.)

## Videóklipek
| Év   | Cím                                                        | Rendező                                                            |
| ---- | ---------------------------------------------------------- | ------------------------------------------------------------------ |
| 2001 | Fallin’                                                    | Chris Robinson                                                     |
| 2001 | A Woman’s Worth                                            | Chris Robinson                                                     |
| 2001 | Brotha Part II (Angie Stone featuring Alicia Keys and Eve) | Chris Robinson                                                     |
| 2002 | How Come You Don’t Call Me                                 | Little X                                                           |
| 2002 | Gangsta Lovin’ (Eve featuring Alicia Keys)                 | Little X                                                           |
| 2002 | Girlfriend                                                 | Patrick Hoelck                                                     |
| 2003 | You Don’t Know My Name                                     | Chris Robinson                                                     |
| 2004 | If I Ain’t Got You                                         | Diane Martel                                                       |
| 2004 | Diary (featuring Jermaine Paul)                            | Lamont „Liquid” Burrell, Rod Isaacs, Jeff Robinson, Brian Campbell |
| 2004 | My Boo (Usherrel)                                          | Chris Robinson és Usher                                            |
| 2004 | Karma                                                      | Chris Robinson és Alicia Keys                                      |
| 2005 | Unbreakable (Unplugged változat)                           | Alex Coletti                                                       |
| 2005 | Unbreakable (BET változat)                                 | Justin Francis                                                     |
| 2005 | Every Little Bit Hurts                                     | Justin Francis                                                     |
| 2006 | Ghetto Story Chapter 2 (Cham featuring Alicia Keys)        | Sanaa Hamri                                                        |
| 2007 | No One                                                     | Justin Francis                                                     |
| 2007 | Like You’ll Never See Me Again                             | Diane Martel                                                       |
| 2008 | Teenage Love Affair                                        | Chris Robinson                                                     |
| 2008 | Superwoman                                                 | Chris Robinson                                                     |
| 2008 | Another Way to Die (Jack White-tal)                        | Marc Forster                                                       |
| 2009 | Empire State of Mind (Jay-Z-vel)                           | Hype Williams                                                      |
| 2009 | Looking for Paradise (Alejandro Sanzzal)                   | Gil Green                                                          |
| 2009 | Doesn’t Mean Anything                                      | P. R. Brown                                                        |
| 2009 | Try Sleeping with a Broken Heart                           | Syndrome                                                           |
| 2010 | Put It in a Love Song (Beyoncéval)                         | Melina Matsoukas                                                   |
| 2010 | Un-Thinkable (I’m Ready)                                   | Jake Nava                                                          |